# Canadian-American Hockey League
La Canadian-American Hockey League (Liga Canadiense-Estadounidense de Hockey) o abreviadamente CAHL existió entre 1926 y 1936.
Tras la temporada 1935-1936, la CAHL se fusionó con la antigua International Hockey League para formar la International American Hockey League para la temporada de 1936. En 1941, la International-American Hockey League se convirtió en la American Hockey League.

## Equipos
- Boston Bruin Cubs (1934-35)
- Boston Bruins (1935-36)
- Boston Cubs (1931-32 y 1932-33)
- Boston Tiger Cubs (1933-34)
- Boston Tigers (1926-27 a 1930-31)
- Bronx Tigers (1931-32)
- New Haven Eagles (1926-27 a 1935-36; se une a la IAHL)
- Newark Bulldogs (1928-29)
- Philadelphia Arrows (1927-28 a 1934-35)
- Philadelphia Ramblers (1935-36; se une a la IAHL)
- Quebec Castors (Beavers) (1926-27 y 1927-28; 1932-33 a 1934-35)
- Providence Reds (1926-27 a 1935-36; se une a la IAHL)
- Springfield Indians (1926-27 a 1932-33; 1935-36; se une a la IAHL)